# Substitut pro všeobecné záležitosti
Substitut pro všeobecné záležitosti je vedoucím I. sekce vatikánského Státního sekretariátu, se stará o vyřizování každodenní papežovy agendy. Do jeho kompetence spadají především úkoly, které měla původně Apoštolská kancelář.

## Seznam substitutů pro všeobecné záležitosti vatikánskéhoStátního sekretariátu
- Monsignore Francesco Capaccini (1831 – 1837 rezignoval)
- Monsignore Vincenzo Santucci (26. únor 1844 – 11. červenec 1850 jmenován sekretářem Kongregace pro mimořádné církevní záležitosti)
- Arcibiskup Giuseppe Berardi (10. duben 1851 – březen 1868 rezignoval)
- Monsignore Luigi Pallotti (16. listopad 1880 – 29. říjen 1882 jmenován sekretářem Kongregace pro mimořádné církevní záležitosti)
- Monsignore Giacomo della Chiesa (23. duben 1901 – 18. prosinec 1907 jmenován arcibiskupem boloňským)
- Monsignore Nicola Canali (21. březen 1908 – 24. září 1914 jmenován sekretářem Kongregace pro ceremoniál)
- Monsignore Federico Tedeschini (24. září 1914 – 31. březen 1921 jmenován apoštolským nunciem ve Španělsku)
- Monsignore Giuseppe Pizzardo (7. květen 1921 – 8. červen 1929 jmenován sekretářem Kongregace pro mimořádné církevní záležitosti)
- Monsignore Alfredo Ottaviani (7. červen 1929 – 19. prosinec 1935 jmenován asesorem Posvátné kongregace Svatého Oficia)
- Monsignore Domenico Tardini (19. prosinec 1935 – 16. prosinec 1937 jmenován sekretářem Kongregace pro mimořádné církevní záležitosti a prezidentem Papežské komise pro Rusko)
- Monsignore Giovanni Battista Montini (16. prosinec 1937 – 29. listopad 1952 jmenován pro-sekretářem pro běžné záležitosti)
- Arcibiskup Angelo Dell'Acqua (17. únor 1953 – 24. červen 1967 rezignoval)
- Arcibiskup Giovanni Benelli (29. červen 1967 – 3. červen 1977 jmenován arcibiskupem florentským)
- Arcibiskup Giuseppe Caprio (14. červen 1977 – 28. duben 1979 jmenován pro-prezidentem Správy majetku Apoštolského stolce)
- Arcibiskup Eduardo Martínez Somalo (5. květen 1979 – 23. březen 1988 jmenován prefektem Kongregace pro bohoslužbu a svátosti)
- Arcibiskup Edward Idris Cassidy (23. březen 1988 – 12. prosinec 1989 jmenován předsedou Papežské rady pro jednotu křesťanů)
- Arcibiskup Giovanni Battista Re (12. prosinec 1989 – 16. září 2000 jmenován prefektem Kongregace pro biskupy)
- Arcibiskup Leonardo Sandri (16. září 2000 – 9. červen 2007 jmenován prefektem Kongregace pro východní církve)
- Arcibiskup Fernando Filoni (9. červen 2007 – 10. květen 2011 jmenován prefektem Kongregace pro evangelizaci národů)
- Arcibiskup Giovanni Angelo Becciu (10. květen 2011 – 29. červen 2018), následně prefekt Kongregace pro blahořečení a svatořečení
- Arcibiskup Edgar Peña Parra, od 15. října 2018